# 12626 Timmerman
12626 Timmerman è un asteroide della fascia principale. Scoperto nel 1971, presenta un'orbita caratterizzata da un semiasse maggiore pari a 2,6869164 UA e da un'eccentricità di 0,1060206, inclinata di 1,66307° rispetto all'eclittica.